# Józef Rolski (nauczyciel)
Józef Rolski (ur. 28 stycznia 1883 w Słobódce Bołszowieckiej, zm. 25 listopada 1967 w Sanoku) – polski nauczyciel, żołnierz Legionów Polskich, polityk.

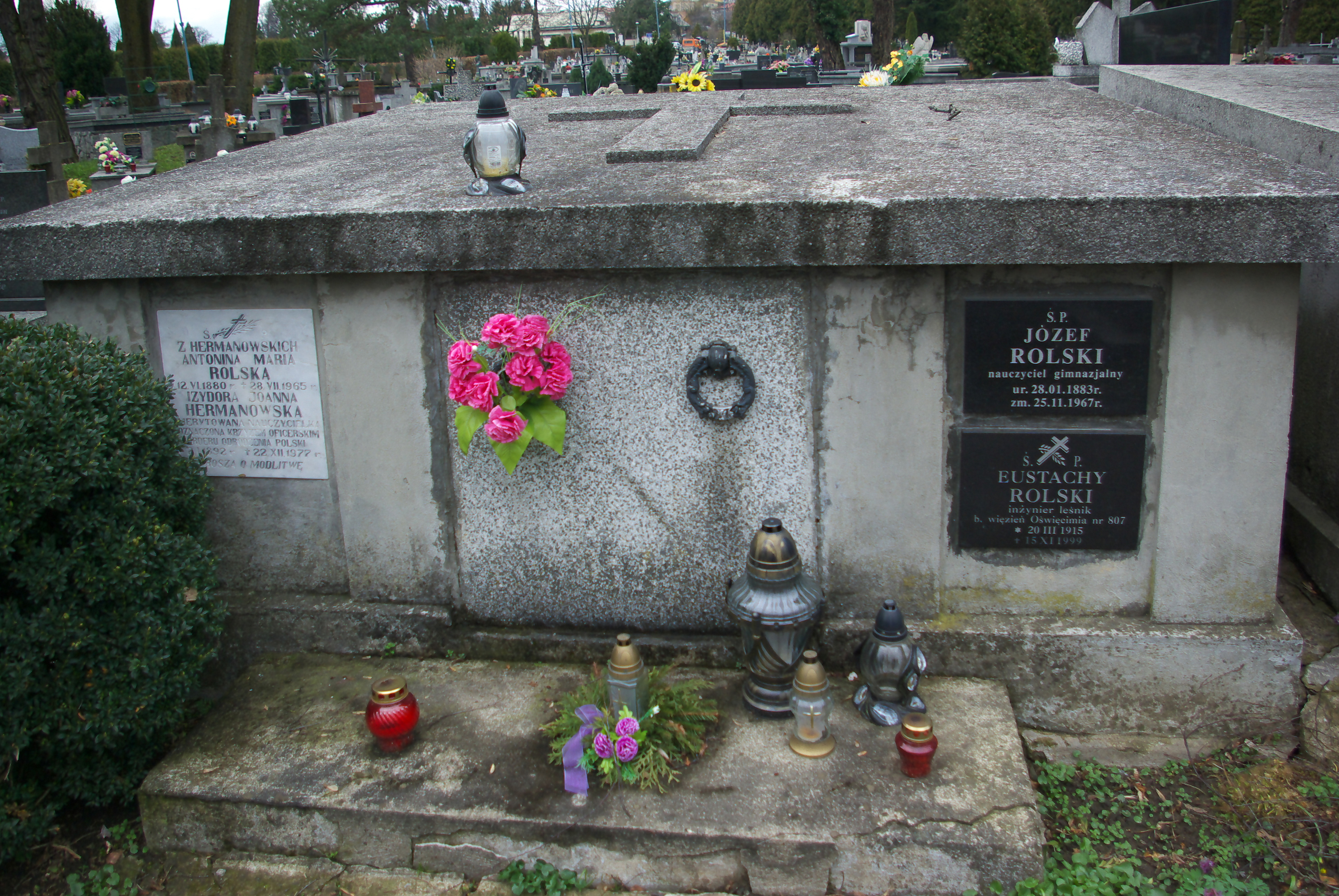
Grobowiec rodziny Rolskich w Sanoku

## Życiorys
Urodził się 19 lub 28 stycznia 1883 w Słobódce Bołszowieckiej. Był synem Michała i Honoraty z domu Hil. Kształcił się w C. K. I Gimnazjum w Stanisławowie, gdzie w 1902 ukończył VIII klasę i zdał egzamin dojrzałości. Ukończył studia na Wydziale Filozoficznym Uniwersytetu Lwowskiego w 1907. Został nauczycielem matematyki i fizyki, a także uzyskał kwalifikację nauczania gimnastyki i instruktażu obrony przeciwgazowej. Został powołany do służby wojskowej w c. i k. armii w szeregach 85 pułku piechoty. Był zatrudniony jako nauczyciel w gimnazjach w Brodach, Złoczowie, Trembowli i Sanoku. W tym mieście był członkiem sanockiego gniazda Polskiego Towarzystwa Gimnastycznego „Sokół” (1912) oraz od 1913 Związku Strzeleckiego. 23 marca 1912 został wybrany członkiem wydziału koła Towarzystwa Szkoły Ludowej w Sanoku. Jako delegat sanockiego koła TSL 3 marca 1914 założył czytelnię w Jaćmierzu. Został działaczem ruchu ludowego w Sanoku. Od 1910 do 1911 był nauczycielem języka polskiego w C. K Gimnazjum w Trembowli, skąd 27 stycznia 1912 został przeniesiony do C. K. Gimnazjum Męskiego w Sanoku, gdzie do 18 lipca 1913 był zastępcą nauczyciela, wykładając matematykę. 9 maja 1913 został członkiem komitetu powiatowego Polskiego Stronnictwa Ludowego w Sanoku. W 1914 został zatrudniony na stanowisku buchalter w Towarzystwie Asekuracyjnym we Lwowie.
Po wybuchu I wojny światowej wstąpił do Legionów Polskich 4 sierpnia 1914. Służył w szeregach 4 kompanii (dowódca Władysław Dragat) I batalionu 1 pułku piechoty w składzie I Brygady. Walczył w bitwie pod Laskami. Po rekonwalescencji spowodowanej chorobą służył w 1915 w 8 kompanii (dowódca Henryk Krok-Paszkowski) II batalionu oraz w prowianturze 5 pułku piechoty w składzie I Brygady. Na początku 1916 ponownie przebywał na leczeniu. Następnie objął funkcję kierownika ewidencji w 1 kompanii uzupełnień Legionów Polskich w Kozienicach i Dęblinie, później był kierownikiem biura werbunkowego w Zaklikowie. W Legionach służył w stopniu sierżanta. Został superarbitrowany ze służby 17 lipca 1917, zatwierdzony 26 września 1917.
Podczas pracy na stanowisku nauczyciela w Schodnicy i Borysławiu był członkiem Polskiej Organizacji Wojskowej od listopada 1918 do czerwca 1919. W II Rzeczypospolitej pracował jako nauczyciel w Gimnazjum Państwowym w Stanisławowie, skąd z dniem 22 stycznia 1931 został przeniesiony do Państwowego Gimnazjum Męskiego w Sanoku, gdzie wykładał matematykę, fizykę i chemię, był opiekunem Bratniej Pomocy Uczniów. Wśród uczniów sanockiego gimnazjum zyskał przydomek „Klapik”. Ponadto od 1931 był nauczycielem matematyki w Prywatnym Polskim Gimnazjum Żeńskim im. Emilii Plater w Sanoku. Rozporządzeniem Kuratorium Okręgu Szkolnego Lwowskiego z 24 maja 1933 otrzymał zezwolenie na objęcie kierownictwa Miejskiego Prywatnego Seminarium Nauczycielskiego Żeńskiego w Sanoku w roku szkolnym 1933/1934 w formie zajęcia ubocznego, a rozporządzeniem KOSL z 9 stycznia 1934 został zaszeregowany do grupy VII w zawodzie, po czym rozporządzeniem KOSL z 6 grudnia 1934 został zaszeregowany do grupy VI w zawodzie, w okresie od 16 marca do 16 maja 1935 przebywał na urlopie. Od 1932 do 1934 pełnił funkcję dyrektora Miejskiego Prywatnego Seminarium Nauczycielskiego Żeńskiego w Sanoku W okresie międzywojennym w Sanoku zamieszkiwał przy ulicy Zamkowej 15. Był działaczem BBWR w Sanoku i pełnił funkcję kierownika sekretariatu powiatowego oddziału partii. Był członkiem oddziału Związku Legionistów Polskich w Sanoku, w którym angażował się w działalność kronikarską oraz został korespondentem czasopisma „Wola i Czyn”.
Po 1945 mieszkał przy ulicy Walerego Wróblewskiego 7 w Sanoku (później ulica Generała Władysława Sikorskiego).
Zmarł 25 listopada 1967 w Sanoku. Został pochowany w grobowcu rodziny Rolskich na cmentarzu przy ul. Jana Matejki w Sanoku.
Jego żoną była Antonina Maria z domu Hermanowska (1880-1965), z którą miał syna Eustachego (1915-1999, inżynier) i córkę Irenę Stefanię (1915-2003). Jego szwagierką była Izydora Hermanowska, także nauczycielka.

## Odznaczenia i ordery
- Krzyż Niepodległości[38]
- Krzyż I Brygady „Za wierną służbę” (nr 4574)
- Srebrna Odznaka LOPP (13 maja 1933)